# 済州黒豚

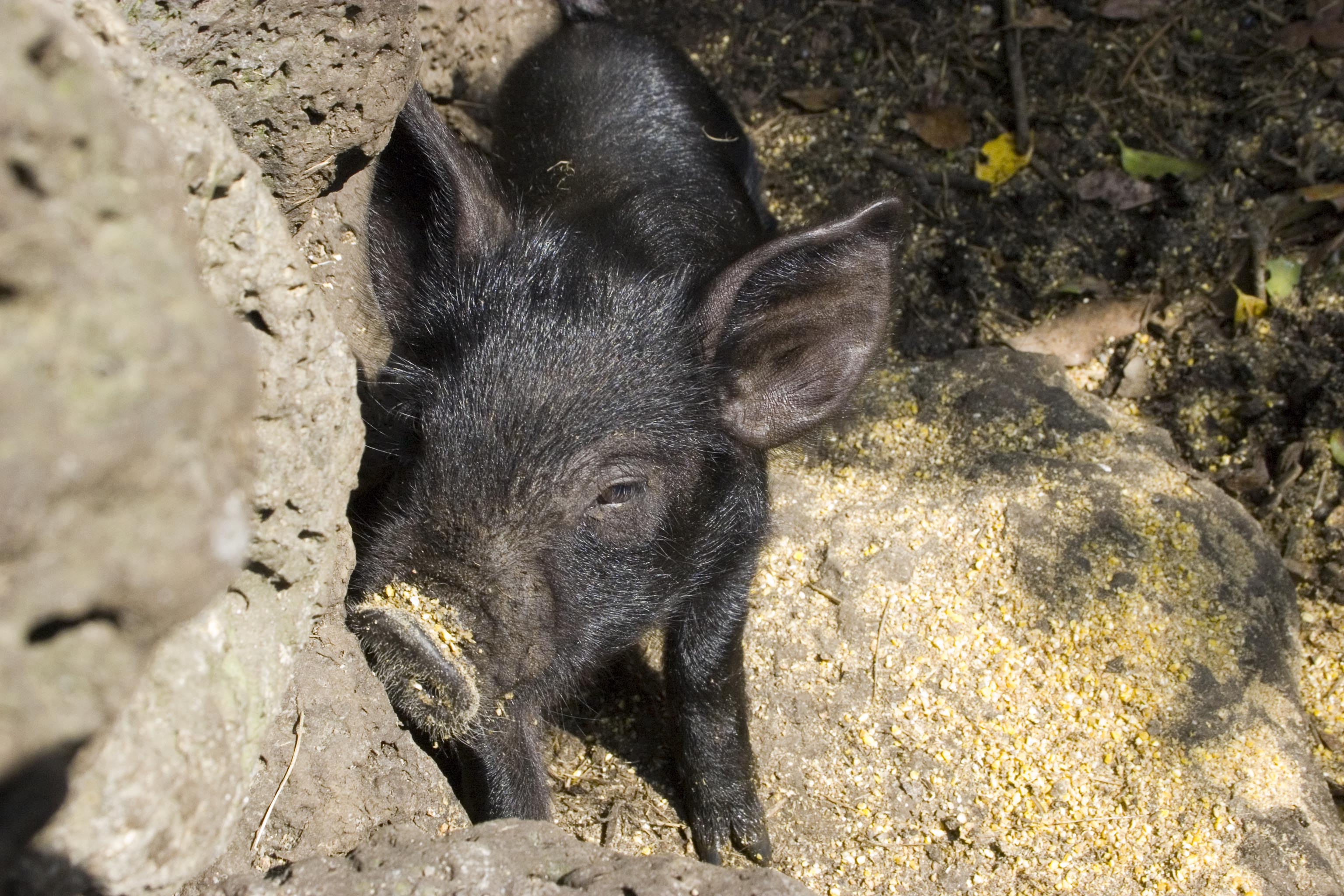
済州畜産振興院の内の済州黒豚。

済州黒豚（チェジュくろブタ、朝: 제주흑돼지、濟州黑豚）は、韓国済州特別自治道の豚の品種の1つで、済州市の保護種。

## 歴史
済州黒豚は、『三国志魏書東夷傳』 (285年)、『潭羅志』 (1651年-1653年)、『星湖僿說』 (1681年-1763年)、『海東繹史』（1823年）など古文献に済州島で育てたという記録が伝わっており、歴史的・学術的価値が非常に高い。
済州黒豚の起源は、2世紀から5世紀にかけて漢拏山の野原で捕獲され、家畜化され飼育されていたイノシシであると言われている。
済州黒豚は済州島の生活、民俗、服装、住居、信仰などの文化と密接な関係があり、優れた文化的・地域的価値を持っている。
済州黒豚は済州島独特の気候風土によく適応しており、丈夫な体で病気に強いなど、本土とは異なる特徴を持っている。
1986年、済州畜産振興院は済州島から地元の豚5頭を購入し、純血種の繁殖プロジェクトを開始し、現在、済州黒豚復元プロジェクトを通じて約 260頭の豚が保存、管理されている。島も絶滅の危機に瀕している。国の遺伝資源として、黒豚を天然記念物に指定し、保護する必要がある。
済州島では濃厚な塩をつけて食べる済州風東坡肉が人気だが、現在は豚肉のグリルが人気となっている。1995年頃、豚皮付き済州黒豚肉がソウルに上陸して人気を博し、「豚肉」メニューの起源となった。

## 參考資料
1. ↑  韓国の家文化遺產
2. ↑  済州の黒豚